# Unternehmensfilm
Unternehmensfilm (englisch corporate film) ist derjenige Teil des Corporate Publishing, der auf der Gestaltung von Bewegtbild basiert. Unter dem Begriff Corporate Film lassen sich sämtliche Video-Anwendungen zusammenfassen, die der internen und externen Unternehmenskommunikation dienen. Exemplarisch sind hier IPTV, Web-TV-Serien, Corporate-TV, Business-TV, mobiles Internet sowie Bewegtbild-Präsentationen zu nennen, die zunehmend auch auf mobilen digitalen Endgeräten, wie Smartphones oder Tablet-PCs, abgespielt werden können.

## Arten von Unternehmensfilmen
Angesichts der vielfältigen Anwendungen von Bewegtbild in der Unternehmenskommunikation, die selten scharf voneinander getrennt werden können, wird doch inhaltlich unterschieden zwischen:
- Imagefilmen: diese verknüpfen emotionale und wirtschaftliche Inhalte miteinander. Sie dienen der Darstellung eines Unternehmens, in der Regel ohne plakative PR.
- Produktfilmen, die nicht nur Produkte erklären, sondern deren Funktionen beschreiben und versteckte Produktmerkmale durch Animationen verständlich nachbilden. Premium-Produktfilme können dynamisch angepasst und ausgebaut werden: zu einem Produktmood, zu einem Produkthandbuch oder zu einer Produktinformation.
- Schulungsfilmen, die sich an unternehmensinterne Zielgruppen richten, um diese fortzubilden. Technische Sachverhalte oder Sicherheitsrichtlinien werden dabei mittels Bewegtbild verständlich und didaktisch aufbereitet.
- Projekt-Dokumentationen, in denen kontinuierlich eine aktualisierte Filmdokumentation dargestellt wird, informieren den Zuschauer vom Fortschritt eines Projekts.

## Geschichte
Die Anfänge des Unternehmensfilms liegen in den 1950er Jahren. Unternehmen wie die Friedrich Krupp AG gründeten eigene Filmabteilungen.  Die meisten dieser Filme folgten einem gleichbleibenden Muster: Sie stellten den Herstellungsprozess eines Produkts dar. In eigens dafür eingerichteten Räumen wurden diese Filme den Werksbesuchern präsentiert. Die Siemens-Schuckertwerke A.G. produzierten in den 1950er Jahren für den internen Gebrauch eine Reihe von längeren Jahresfilmen, die das Unternehmen als ein „harmonisches Ganzes“ zeigt (Noppeney 2007).
In den 1960er Jahren entstand der Imagefilm. Dabei stand nicht mehr das Produkt, sondern das Unternehmen im Mittelpunkt. Ende der 1970er Jahre erlebte der Industriefilmmarkt einen Boom. Aufgrund verbesserter Video-Produktionstechniken konnten sich immer mehr Unternehmen die Produktion eines Films leisten, der auch für Zwecke wie Schulungen, Weiterbildung oder Messeeinsätze genutzt wurde.
In den 1990er Jahren entwickelte sich das Business-TV. Mit der Digitalisierung der Medien entstanden Animationen, neue Bildeffekte und neue Verbreitungskanäle. Inhaltlich wurden bis zur Jahrtausendwende die Mehrzahl der Unternehmensfilme gedreht, um die Corporate Identity des Unternehmens darzustellen. Der Film als Mittel der Massenkommunikation erweist sich als Führungs- und Kommunikationsinstrument neben Werkszeitung oder Schwarzem Brett (Noppeney 2007).
Eine Krise erlebte der Unternehmensfilms mit dem Einbruch der Weltwirtschaft nach den Terroranschlägen am 11. September 2001. Seit 2006 erlebte der Corporate Film sein Comeback, vor allem auch unterstützt durch die neuen Verbreitungskanäle, die das Internet bietet. Die Studie „European Communication Monitor 2010“ belegt, dass immer mehr Unternehmen den Fokus ihrer Corporate Publishing Aktivitäten weg von Printmedien hin zum Online-Segment verlegen. Hierbei wird die Einbettung von Filmen immer wichtiger. Diese und andere Untersuchungen untermauern, dass ein weiterer Anstieg der Bedeutung des Corporate Films in Zukunft zu erwarten ist.

## Beispiele
Portale wie „SAP-TV“ informieren den Zuschauer rund um die Uhr über Neuigkeiten aus dem Unternehmen. Web-Serien, wie „Cioneers-TV“ integrieren professionelle Vodcasts in PDF-Fallstudien. Dabei verzichtet man auf vordergründige Werbung, nennt zum Teil nicht einmal das herausgebende Unternehmen. Hier wird die Marke zurückgenommen und der Content in den Vordergrund gestellt.

## Dramaturgie
Erfolgreiche Bewegtbild-Produkte basieren auch auf Erkenntnissen der Neurowissenschaften, denn 60 % des Großhirns sind mit der Wahrnehmung, Interpretation und Reaktion auf visuelle Reize beschäftigt. Eine visuelle Botschaft bleibt folglich nur dann beim Empfänger hängen, wenn es durch eine gezielte Gestaltung gelingt, seine Aufmerksamkeit zu binden. Gleichzeitig sind Authentizität und Glaubwürdigkeit mitentscheidende Faktoren für das Publikum, einer Botschaft zu vertrauen.

## Qualitätsanspruch
Prognosen gehen davon aus, dass im Jahr 2014 bis zu 75 % der deutschen Bevölkerung das Internet mit einer Datenübertragungsrate von 50 MBit/s nutzen können. Fernsehen ist dann auch in High-Definition-Qualität auf Displays jeder Größe als Stream möglich. User-Generated-Content hat hingegen seinen Zenit erreicht. Der Nutzer erwartet inzwischen höchste Qualität vom Bewegtbild. Nur eine technisch und inhaltliche hochwertige Produktion spiegelt markenadäquat die Corporate Identity des Unternehmens wider.

## Mehrfachverwertung
Der Corporate Film muss sich den verschiedenen Besonderheiten unterschiedlicher Präsentationsformen im Web, Intranet, TV oder auf Messen anpassen. Der Trend geht deshalb zur modularen Planung von Bewegtbild-Projekten. Das Material wird archiviert und über das unternehmenseigene Archiv in der Postproduktion zu immer neuen Produkten editiert (Imagefilme, Trailer, Produktspots etc.) Außerdem dient es als Footage-Material für Fernsehschaffende. Inzwischen können sich die Redakteure Videos in Sendequalität direkt in die Schnittsysteme laden.